# دزاير نيوز
دزاير نيوز قناة تلفزيونية فضائية جزائرية تصنف ضمن القنوات الإخبارية. هذه القناة هي ملك للمجموعة الإعلامية «GROUP MEDIA TEMPS NOUVEAU » والتي تمتلك أيضا جريدتين يوميتين إحداهما بالعربية والأخرى بالفرنسية إلى جانب قناة تلفزيونية عامة هي دزاير تي في.

## وصلات خارجية
- الموقع الرسمي للقناة